# 328 a.C.

## Eventos
- 113a olimpíada:
  - Cliton da Macedônia, vencedor do estádio.[1]
  - Ageu de Argos, vencedor da corrida longa (dólico). Ele retornou a Argos e anunciou sua vitória no mesmo dia.[1] A distância entre Olímpia e Argos é de cerca de cento e sessenta quilômetros.[2]

- Públio Pláucio Próculo e Públio Cornélio Escápula, cônsules romanos.